# Adrian Chabowski
Adrian Chabowski – polski naukowiec, lekarz, fizjolog, profesor nauk medycznych. Prorektor do spraw studenckich Uniwersytetu Medycznego w Białymstoku.

## Życiorys
W 1998 ukończył studia na kierunku lekarskim na Akademii Medycznej w Białymstoku, gdzie po stażu, w 1999, rozpoczął pracę w Zakładzie Fizjologii. W 2001 pod kierunkiem dr hab. Marioli Sulkowskiej z Zakładu Anatomii Patologicznej AMB obronił pracę doktorską „Badania lokalizacji tkankowej i aktywności katepsyny D w raku jelita grubego” uzyskując stopień naukowy doktora nauk medycznych w zakresie medycyny, specjalność: patomorfologia. W latach 2001–2004 przebywał na stypendium naukowym w Zakładzie Kinezjologii University of Waterloo oraz w Zakładzie Biologii Człowieka i Nauk o Żywieniu University of Guelph (Kanada). W 2007 na podstawie osiągnięć naukowych i złożonej rozprawy „Rola białek transportujących długołańcuchowe kwasy tłuszczowe (FAT/CD36 i FABPpm) w metabolizmie lipidów w kardiomiocytach” uzyskał stopień naukowy doktora habilitowanego nauk medycznych w zakresie medycyny, specjalność: fizjologia. W 2009 i 2010 przebywał na stypendium naukowym w Maastricht University (Holandia). W 2011 otrzymał tytuł naukowy profesora nauk medycznych. W tym samym roku odbył wizytę studyjną w Deutsches Diabetes-Zentrum Uniwersytetu Heinricha Heinego w Düsseldorfie (Niemcy), zaś w 2014 szkolenie w Clinical Communication Office, School of Clinical Medicine University of Cambridge (Wielka Brytania).
Od 2007 pracuje jako profesor wizytujący na Wyższej Szkole Medycznej w Białymstoku. Od 2012 pełni funkcję kierownika Zakładu Fizjologii oraz prorektora do spraw studenckich Uniwersytetu Medycznego w Białymstoku. Jest przewodniczącym białostockiego oddziału Polskiego Towarzystwa Fizjologicznego.
W 2020 odznaczony Krzyżem Kawalerskim Orderu Odrodzenia Polski.